# Болвилер
Болвилер (фр. Bollwiller) насеље је и општина у источној Француској у региону Алзас, у департману Горња Рајна која припада префектури Гебвилер.
По подацима из 2011. године у општини је живело 3.618 становника, а густина насељености је износила 419,24 становника/km². Општина се простире на површини од 8,63 km². Налази се на средњој надморској висини од 235 метара (максималној 265 m, а минималној 229 m).

## Демографија
| 1962. | 1968. | 1975. | 1982. | 1990. | 1999. | 2011. |
| ----- | ----- | ----- | ----- | ----- | ----- | ----- |
| 2.536 | 2.846 | 3.007 | 2.951 | 3.194 | 3.552 | 3.618 |

График промене броја становника у току последњих година